# Medvejanka
Medvejanka (en rus: Медвежанка) és un poble (un possiólok) de l'óblast de Kurgan, a Rússia, que en el cens del 2010 no tenia cap habitant. Pertany al districte de Ketovo.